# Ibipitanga
Ibipitanga är en kommun i Brasilien.   Den ligger i delstaten Bahia, i den östra delen av landet, 700 km nordost om huvudstaden Brasília. Antalet invånare är 14 171.
Omgivningarna runt Ibipitanga är en mosaik av jordbruksmark och naturlig växtlighet. Runt Ibipitanga är det glesbefolkat, med 13 invånare per kvadratkilometer.